# Ri Yong-Jik
Ri Yong-Jik (født 8. februar 1991) er en nordkoreansk fodboldspiller.

## Nordkoreas fodboldlandshold
| Nordkoreas landshold | Nordkoreas landshold | Nordkoreas landshold |
| År                   | Kmp                  | Mål                  |
| -------------------- | -------------------- | -------------------- |
| 2015                 | 4                    | 0                    |
| Total                | 4                    | 0                    |